# Toyota Aqua
Toyota Aqua - гібридний автомобіль компанії Toyota.
Випускається з грудня 2011 року по теперішній час. Збирався на заводі в селищі Канеґасакі до 2012 року. З 2012 року збирається в селі Охіро. За межами Японії відомий під назвою Toyota Prius c.

## Перше покоління (NHP10; 2011-2021)
П'ятидверний хетчбек Toyota Aqua збирається в кузові DAA-NHP10. Автомобіль розрахований на 5 осіб включно з водієм. Силова установка автомобіля складається з двох двигунів; бензинового і електричного.
4-циліндровий 16-клапанний бензиновий двигун з системою VVT-i, об'ємом 1496 см³ з рідинним охолодженням потужністю 74 кінські сили. Двигун використовує цикл Аткінсона, що відрізняється підвищеним ККД, з високим ступенем стиснення 13,4. Обладнаний системою рециркуляції вихлопних газів фірми Denso. Модель двигуна - 1NZ-FXE. В якості трансмісії встановлена електрична безступінчата коробка передач (гібридний синергетичний привід). Тип приводу - передній.
У парі з двигуном внутрішнього згоряння працює електричний синхронний двигун змінного струму. Модель двигуна - 1LM. Електродвигун живиться від основної батареї, що складається з 20 нікель-водневих малих батарей, ємністю по 6,5 А · год кожна. Максимальна потужність складає 45 кВт (61 кінська сила). Максимальна сумарна потужність гібридної установки становить 100 кінських сил.

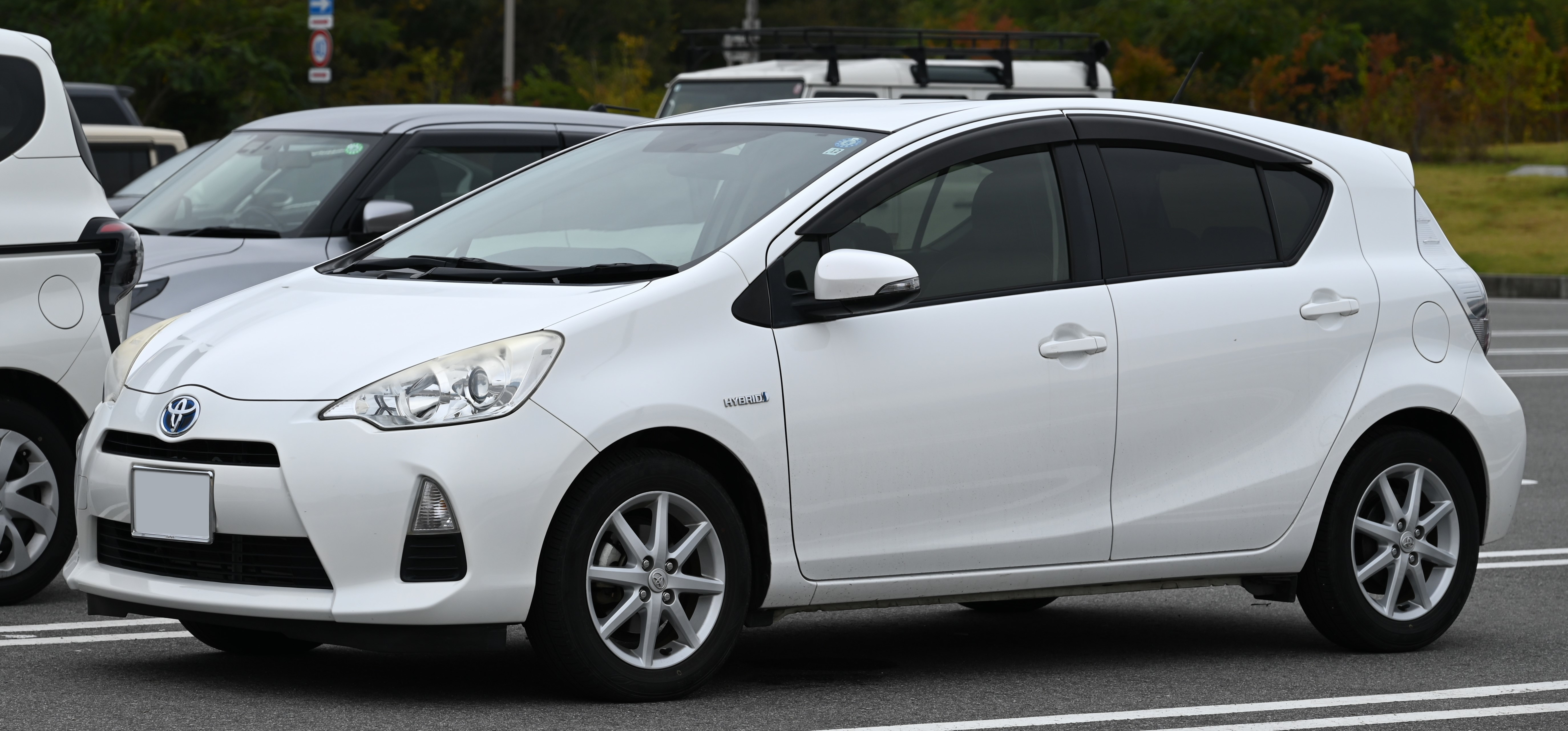
2011 Aqua
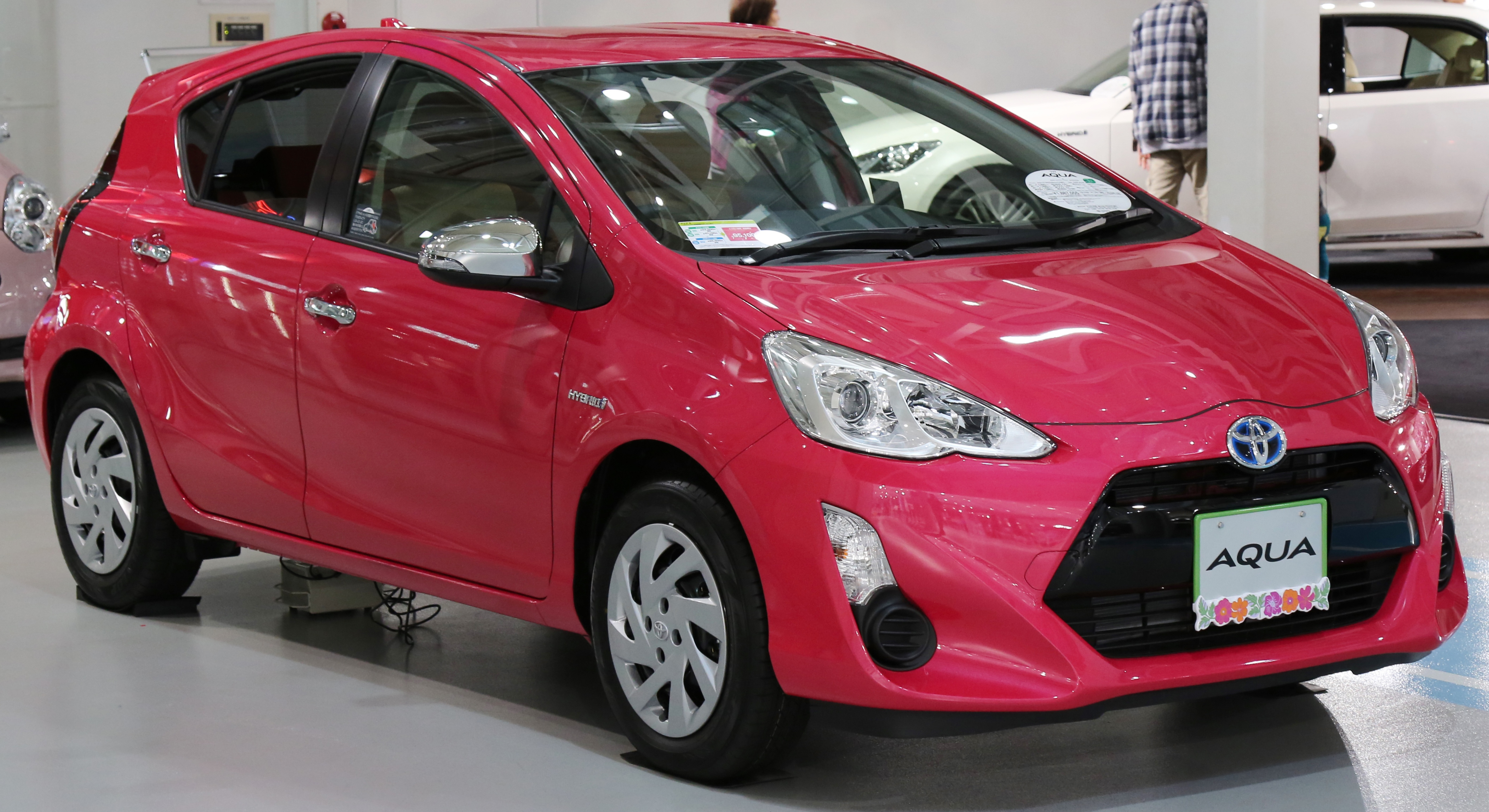
2015 Aqua (перший facelift)
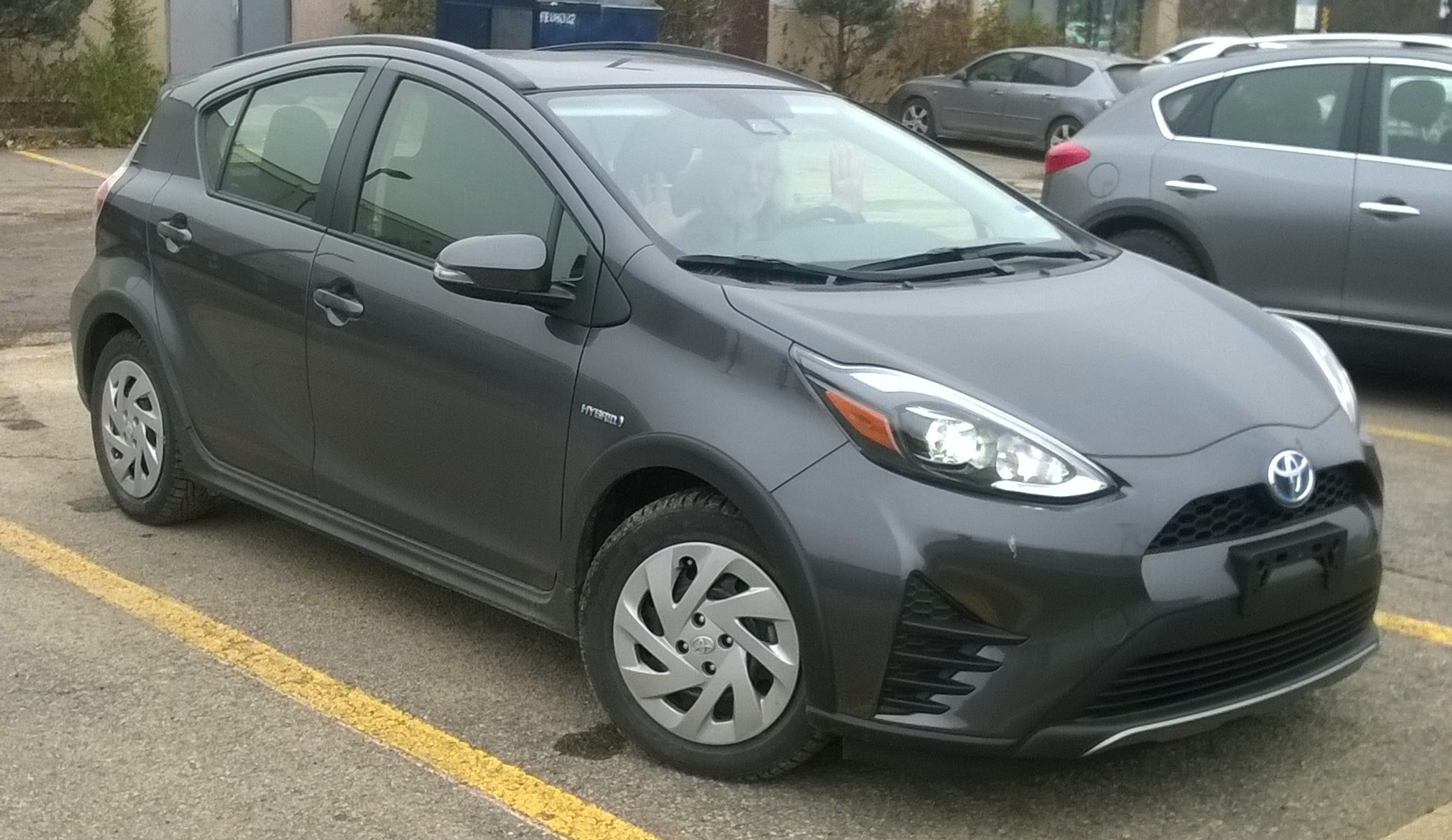
2017 Aqua (другий facelift)
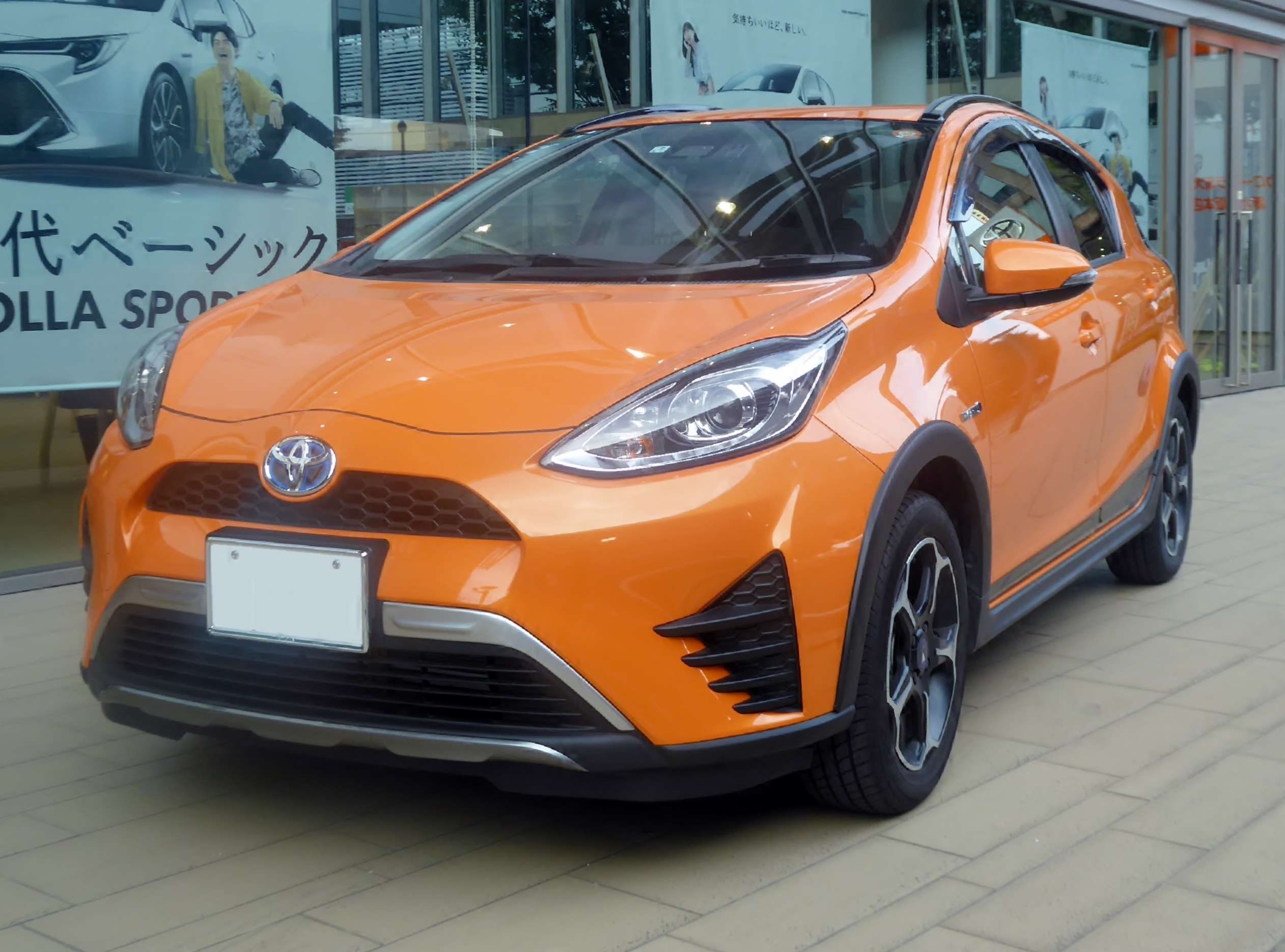
2018 Aqua Crossover
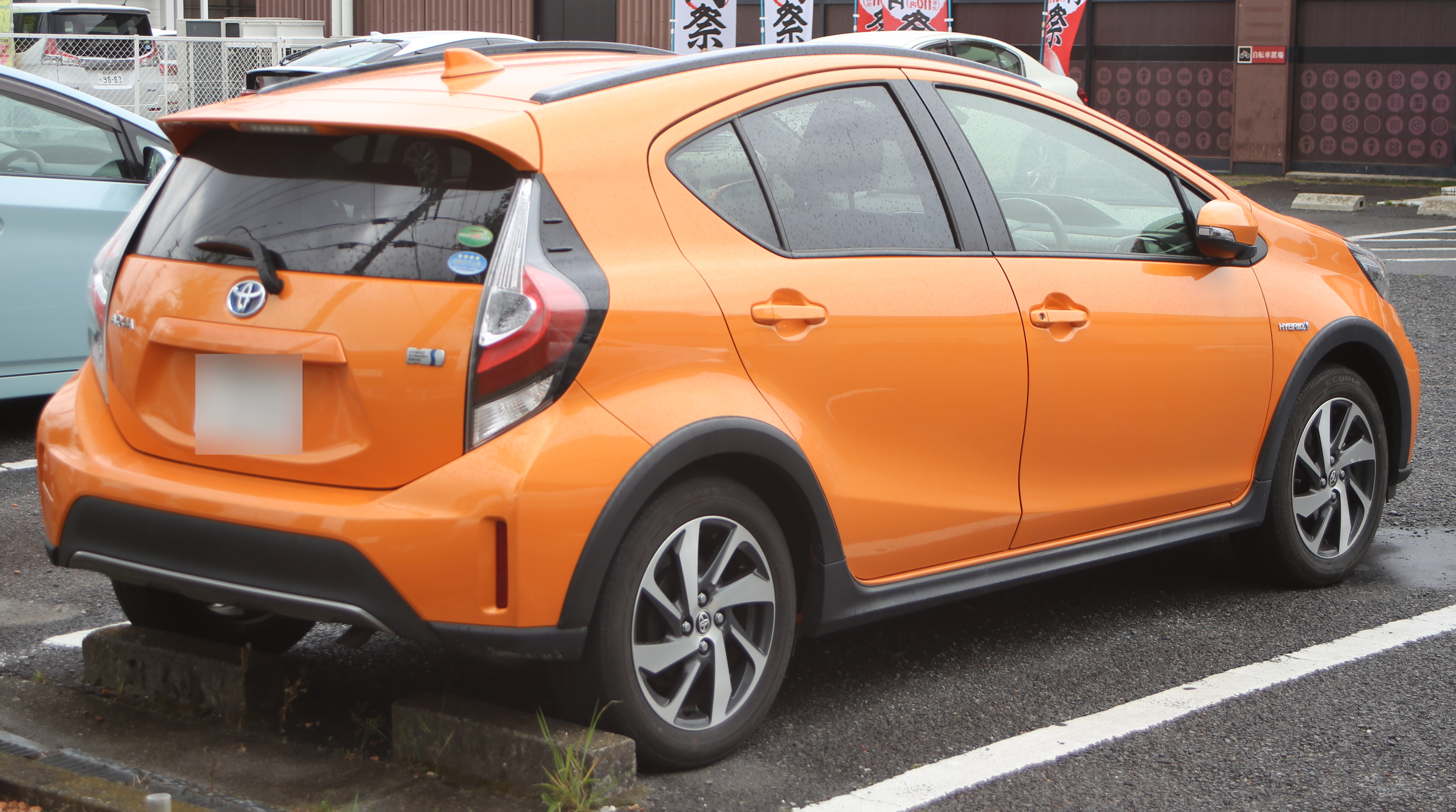
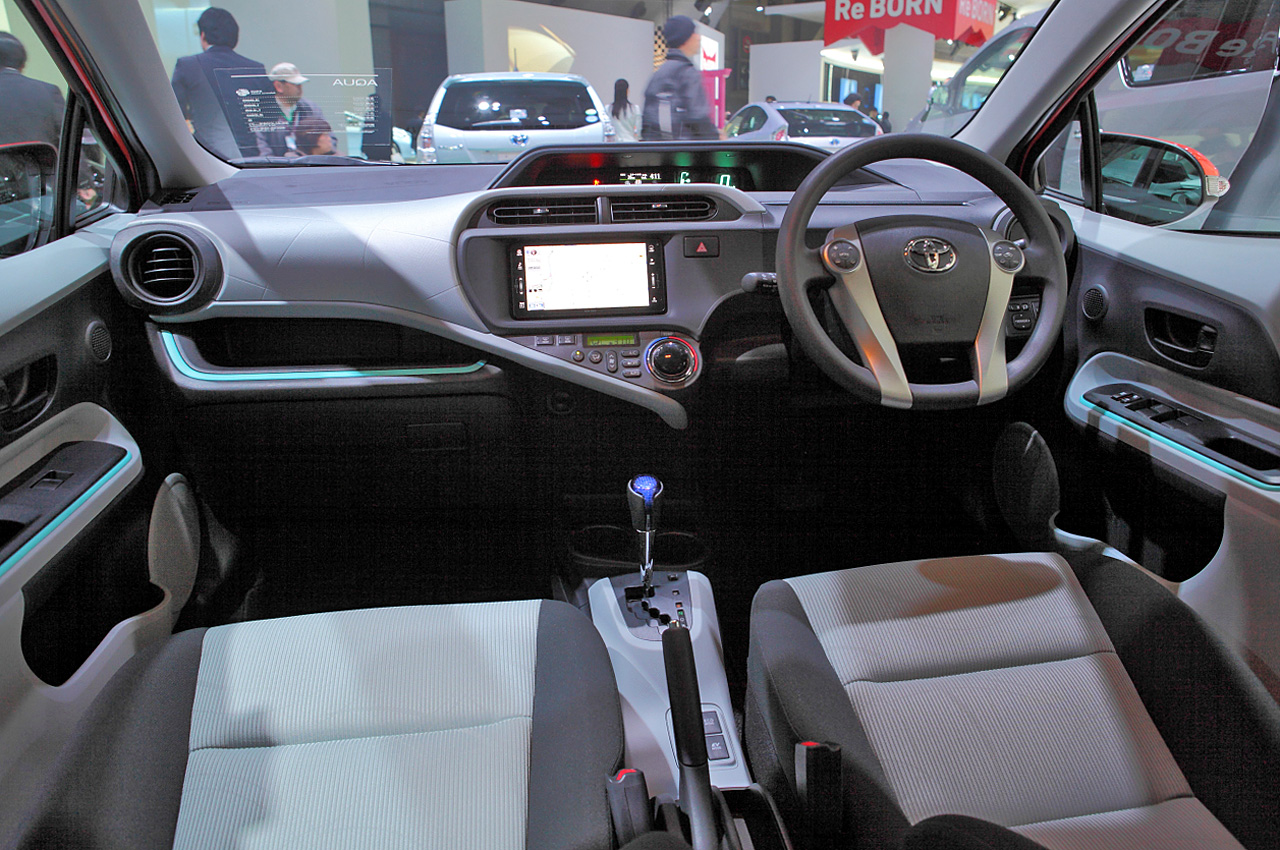

### Найекономічніший автомобіль
З самого початку випуску автомобіля в грудні 2011 року, витрата палива становив 35,4 км/л. Таким чином він став найекономічнішим серійним автомобілем у світі. Однак у вересні 2013 року компанія Honda виробляє рестайлінг автомобіля Honda Fit Hybrid, витрата палива якого складає 36,4 км/л. Таким чином він відсуває Toyota Aqua на другий рядок рейтингу.
26 листопада 2013 року відбувся реліз Toyota Aqua після удосконалення моделі. Зокрема, компанія Toyota оголосила, що доопрацюванні піддався двигун внутрішнього згоряння. Фахівцям Toyota вдалося знизити тертя основних механізмів двигуна внутрішнього згоряння, а також допрацювали електродвигун і інвертор. Після доробок, витрата палива автомобіля став дорівнює 37 км/л. Таким чином цей показник знову став кращим в світі.

## Друге покоління (XP210; з 2021)

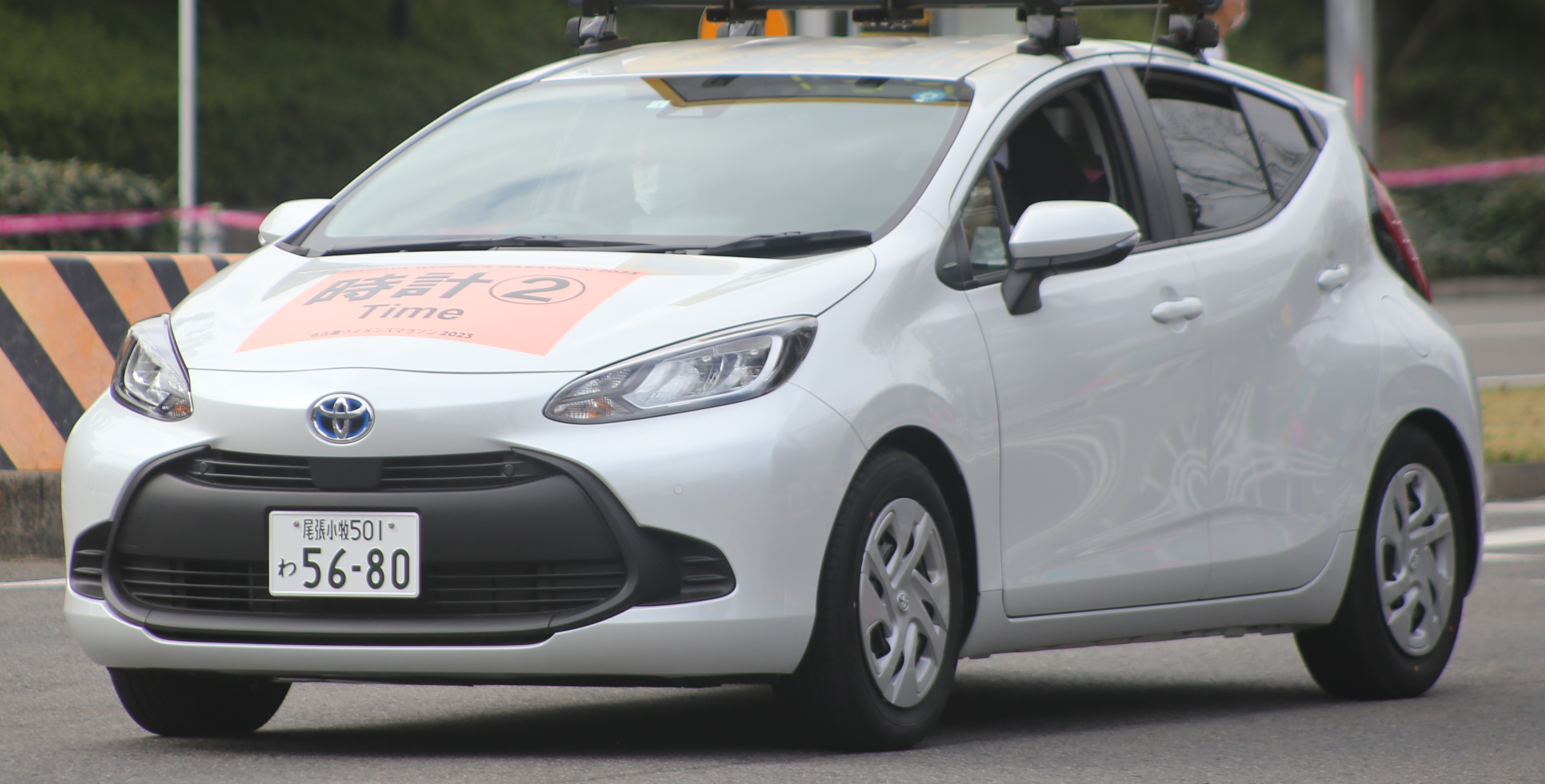
Toyota Aqua X 2WD

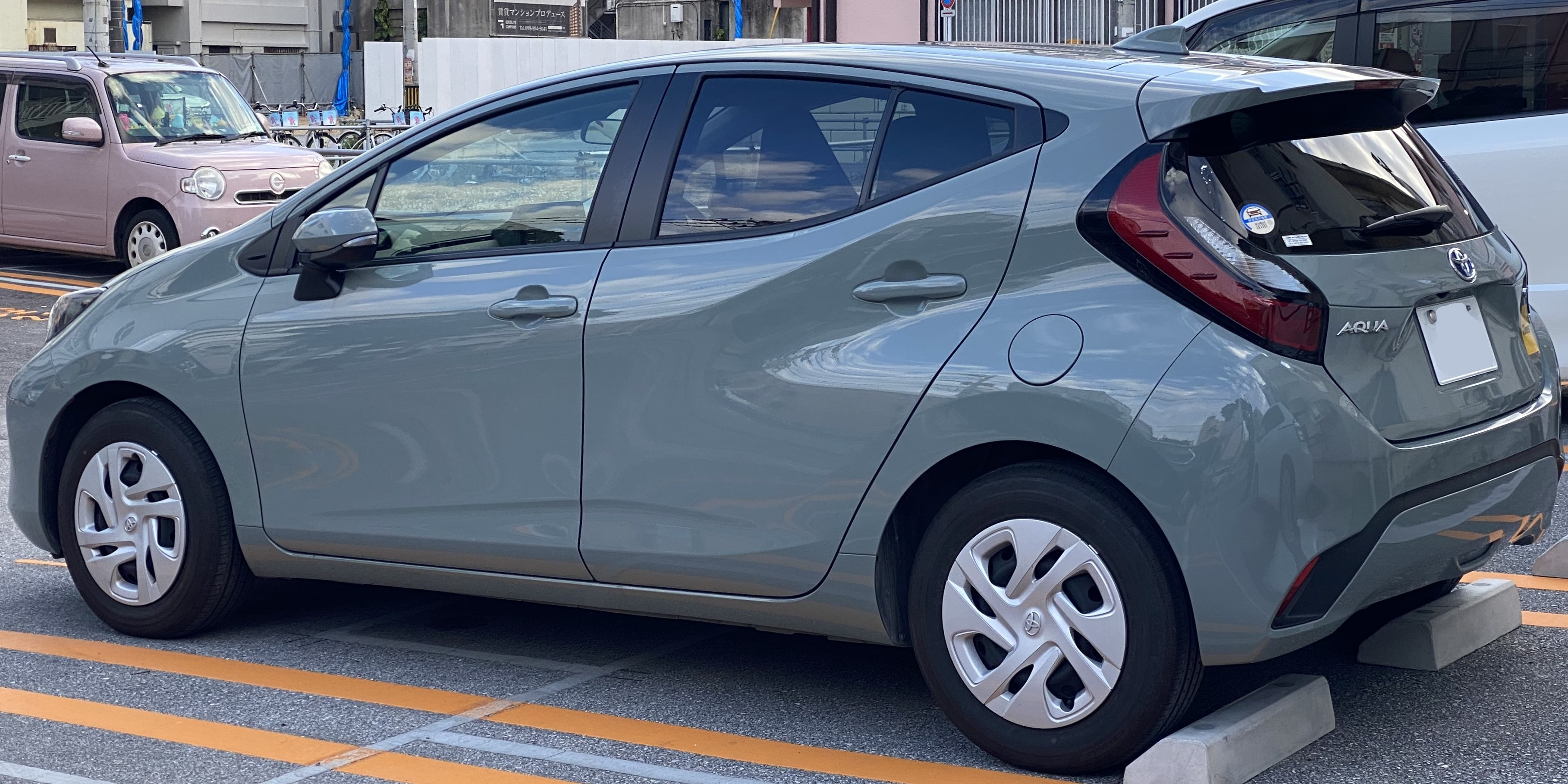

Aqua другого покоління була представлена 19 липня 2021 року і надійшла у продаж того ж дня. Побудована на платформі GA-B, спільно з серією Yaris XP210, колісна база збільшена на 50 мм у порівнянні з попередньою Aqua та Yaris для японського ринку. Він зберігає ширину 1695 мм, що дозволяє йому залишатися в категорії "компактних автомобілів" згідно японських урядових правил щодо розмірів. Він пропонується в чотирьох виконаннях: B, X, G і Z.
За даними Toyota, Aqua другого покоління є першим у світі транспортним засобом, який використовував біполярну нікель-водневу батарею з високою продуктивністю як свою електроприводну батарею, пропонуючи вдвічі більшу потужність стандартної нікель-водневої батареї, оснащеної вихідною Aqua. Він також забезпечує покращену чутливість прискорювача і дозволяє лінійне і плавне прискорення на низьких швидкостях. Також було збільшено діапазон швидкості, на якому транспортний засіб може працювати виключно від електроенергії, що дозволяє підвищити ефективність.

## Продажі
| рік  | Японія  |
| ---- | ------- |
| 2011 | 361     |
| 2012 | 266,574 |
| 2013 | 262,367 |
| 2014 | 233,212 |
| 2015 | 215,525 |
| 2016 | 168,208 |
| 2017 | 131,615 |
| 2018 | 126,561 |
| 2019 | 103,803 |
| 2020 | 59,548  |
| 2021 | 72,495  |